# Micromia scotochlaena
Tripteridia scotochlaena là một loài bướm đêm trong họ Geometridae.